# 康迪安矮蟾蜍
康迪安矮蟾蜍（学名：Adenomus kandianus）是无尾目下的一個物種。1872年在斯里兰卡的一个淡水溪流里被发现，而在1876年后就再也无人见过。因此在早期IUCN紅色名錄一直將其列作已滅絕的物種處理。直至2012年的一份報告指出在2009年時在该地区被再次发现，故改為極危物種。